# 충의공 이유길 의마총
충의공 이유길 의마총은 대한민국 경기도 파주시 광탄면에 있는 말 무덤이다. 2019년 8월 30일 파주시의 향토문화유산 제36호로 지정되었다.

## 지정 사유
충의공 이유길 의마총은 충의공 이유길과 그의 말 사이의 일화가 여러 사료에서 확인되고 있어 가치가 높다는 점에서 향토문화재로서의 가치가 인정된다.